# Industrial Records
Industrial Records var ett skivmärke som etablerades 1976 av konst/musikgruppen Throbbing Gristle. Bandet lett av Genesis P-Orridge, skulle släppa deras experiment och icke-underhållande ljud och multimedia genom det skivmärket, men bolaget gästades även av andra artister som fanns ute i musikindustrins periferier. Skivmärket gav namnet åt industrial-genren.